# Railroad Tycoon (datorspelsserie)
Railroad Tycoon är en serie strategidatorspel. Spelet går ut på att bygga och styra järnvägsbolag, däribland att skapa nätverk av järnvägsspår, bygga järnvägsstationer och bygga och styra tåg. Bolagen kan tjäna pengar på att frakta passagerare mellan orter eller gods mellan industrier. Spelaren kan även tjäna pengar på att köpa och sälja aktier i sitt eget eller andras järnvägsbolag.
Spelet finns i fyra huvudversioner: 
- Sid Meier's Railroad Tycoon (1990),
- Sid Meier's Railroad Tycoon Deluxe (1993),
- Railroad Tycoon II (1998) och
- Railroad Tycoon 3 (2003).

Det finns även en variant med namnet Sid Meier's Railroads! som kom 2006. 
Sid Meier's Railroad Tycoon skrevs ursprungligen av speldesignern Sid Meier och publicerades av Microprose. Microprose gav även ut en uppdaterad version, Sid Meier's Railroad Tycoon Deluxe. Sid Meier var dock inte själv inblandad i utvecklingen av uppdateringen även som hans namn finns i titeln. Båda versionerna spelas på MS-DOS-plattformen.
Rättigheterna till namnet Railroad Tycoon övertogs senare av spelutvecklingsföretaget PopTop Software som utvecklade Railroad Tycoon II och Railroad Tycoon 3. Dessa versioner spelas på Microsoft Windows-plattformen
Även om spelen har ordet "Tycoon" i namnet så är Railroad Tycoon inte relaterat till spel som Rollercoaster Tycoon eller Transport Tycoon. Dessa båda spel utgavs visserligen också av Microprose men utvecklades av den brittiska speldesignern Chris Sawyer.